# Sera Azuma
Sera Azuma (東晟良?, Azuma Sera; Wakayama, 20 agosto 1999) è una schermitrice giapponese, specializzata nel fioretto.

## Biografia
Ha una sorella maggiore, Rio, a sua volta fiorettista.

## Carriera
Nel 2023 ha vinto la medaglia di bronzo nel fioretto a squadre ai Mondiali di Milano, assieme a Komaki Kikuchi, Karin Miyawaki e Yūka Ueno, sconfiggendo nella finale gli Stati Uniti per 45-34. Nel 2024, con le stesse compagne di squadra, ha vinto la prima storica medaglia olimpica della sua nazione nella disciplina, imponendosi nella finale per il terzo posto della prova a squadre, per 33-32, sul Canada, in occasione delle Olimpiadi di Parigi.

## Palmarès
- Giochi olimpici

Parigi 2024: bronzo nel fioretto a squadre.
- Mondiali

Milano 2023: bronzo nel fioretto a squadre.
- Campionati asiatici

Al Kuwait 2024: oro nel fioretto a squadre.
Wuxi 2023: oro nel fioretto a squadre; argento nel fioretto individuale.
Seul 2022: oro nel fioretto a squadre; bronzo nel fioretto individuale.
Tokyo 2019: oro nel fioretto a squadre; bronzo nel fioretto individuale.
Bangkok 2018: argento nel fioretto a squadre.
Hong Kong 2017: argento nel fioretto a squadre.
- Giochi asiatici

Hangzhou 2022: bronzo nel fioretto a squadre.
Giacarta 2018: oro nel fioretto a squadre; bronzo nel fioretto individuale.
- Mondiali giovanili

Toruń 2019: argento nel fioretto a squadre.
- Mondiali cadetti

Bourges 2016: argento nel fioretto individuale.